# Közös tulajdon
A közös tulajdon több személy tulajdonjoga ugyanazon a dolgon, meghatározott hányadok szerint. Ingó dolgokon és ingatlanokon egyaránt fennállhat. A közös tulajdon esetében a tulajdonjog oszlik meg eszmei hányadrészek szerint és nem a dolog van megosztva a tulajdonostársak között. A vagyonközösség különleges típusa. A tulajdonosok eszmei hányaddal rendelkeznek, a tulajdon sorsáról pedig csak közösen dönthetnek. A közös tulajdon felosztását tekintve az örökösök esetében a törvény vagy végrendelet, polgárjogi társaság esetén pedig az alapító okmány útmutatása a döntő.

## Az osztatlan közös tulajdon ingatlanon
Osztatlan közös tulajdonnak hívjuk, ha egy adott dolognak (pl. ingatlannak) több tulajdonosa van és minden egyes része olyan arányban oszlik meg a tulajdonostársak között, amilyen arányban a tulajdonjoguk fennáll. A tulajdonosok mindegyike jogosult tulajdona használatára, azonban ezt a jogot egyikőjük sem gyakorolhatja a többiek jogainak és a tulajdonukhoz fűződő törvényes érdekeinek sérelmére.
Az osztatlan közös tulajdon egy tulajdoni lapon és helyrajzi számon kerül rögzítésre. 
A tulajdonosoknak lehetőségük van használati megosztási szerződésbe foglalni a tulajdoni hányad magánjellegű útján történő megosztását. Ezáltal lehetőség van fedezetként is bevonni hitelügyletbe az adott tulajdoni hányad értékéig. Használati megosztás nélkül az ingatlant általában nem fogadják el fedezetként. Az ilyen tulajdonlási forma gyakori az ikerházak esetében.

## A hatályos szabályozás a magyar Polgári törvénykönyvben
A 2014. március 15-én hatályba lépett Polgári törvénykönyv (2013. évi V. törvény) VI. Címe, azon belül a XIX. Fejezet (5:73. § - 5:84. §) rendelkezik a közös tulajdonról.

### A közös tulajdon fogalma
- A dolgon fennálló tulajdonjog meghatározott hányadok szerint több személyt is megillethet.[3] Kétség esetén a tulajdonostársak tulajdoni hányada egyenlő.[4]

### A tulajdonostársak joga a birtoklásra és használatra
- A tulajdonostársak mindegyike jogosult a dolog birtoklására és használatára; e jogot azonban egyik tulajdonostárs sem gyakorolhatja a többiek jogainak és a dologhoz fűződő lényeges jogi érdekeinek sérelmére.[5]

### A közös tulajdon hasznainak szedése, költségviselés és veszélyviselés
- A dolog hasznai a tulajdonostársakat tulajdoni hányaduk arányában illetik meg; ilyen arányban terhelik őket a dologgal kapcsolatos kiadások, a közös tulajdoni viszonyból eredő kötelezettségek, és ugyanilyen arányban viselik a dologban beállott kárt is.[6]

### A közös tulajdon állagának megóvása
- Az állag megóvásához és fenntartásához feltétlenül szükséges munkálatokat bármelyik tulajdonostárs jogosult elvégezni; az ilyen kiadások ráeső részét mindegyik tulajdonostárs köteles viselni. Ilyen kiadások előtt a tulajdonostársakat lehetőség szerint értesíteni kell.[7]

### Több dologból létrejövő közös tulajdon anyagain fennálló jogok sorsa
- Ha közös tulajdon több dologból jön létre, harmadik személyeknek a közös tulajdon keletkezése előtt a dolgokat terhelő jogai a külön dolgok helyébe lépő tulajdoni hányadokat terhelik.[8]

### A tulajdonostársak határozathozatala
- A tulajdonostársak - ha eltérően nem rendelkeznek - szótöbbséggel határoznak a közös tulajdont érintő kérdésekben. Minden tulajdonostársat tulajdoni hányada arányában illeti meg szavazati jog.[9]
- Egyhangú határozata szükséges
  - a) a rendes gazdálkodás körét meghaladó kiadásokhoz;
  - b) az egész dolog feletti tulajdonjog átruházásához, az egész dolog megterheléséhez vagy az egész dologra kiterjedő kötelezettségvállaláshoz.[10]
- A szótöbbséggel hozott határozatot a kisebbség bíróság előtti megtámadhatja, ha a határozat az okszerű gazdálkodást sérti vagy a kisebbség jogi érdekeinek lényeges sérelmével jár. Ennek a  megtámadásnak ugyan nincs a határozat végrehajtására halasztó hatálya, de  a bíróság a végrehajtást szükség esetén felfüggesztheti.[11]
- Ezt a szabályt kell alkalmazni akkor is, ha a tulajdonostársak között vitás, hogy a tervezett munkálat feltétlenül szükséges-e az állag megóvásához és fenntartásához.[12]
- Határozat hiányában a birtoklást, a használatot vagy a hasznosítás módját a bíróság bármelyik tulajdonostárs kérelmére a tulajdoni hányadoknak, a tulajdonostársak jogainak és a dologhoz fűződő jogi érdekeinek, valamint az okszerű gazdálkodás követelményeinek megfelelően szabályozhatja.[13]
- A saját tulajdoni hányadával a tulajdonostárs maga jogosult rendelkezni.[14]Ehhez a  többi tulajdonostárs hozzájárulása nem szükséges. E rendelkezési jognak a korlátja egyedül az elővásárlási, előbérleti illetőleg előhaszonbérleti jog.[15]

### Elővásárlási, előbérleti és előhaszonbérleti jog
- A tulajdonostárs tulajdoni hányadára a többi tulajdonostársat harmadik személlyel szemben elővásárlási, előbérleti és előhaszonbérleti jog illeti meg.[16]
- Ha az eladó számára nyilvánvaló, hogy az ingatlannak ingatlan-nyilvántartáson kívüli résztulajdonosai is vannak, akkor a részéről az ajánlat közlésének kötelezettsége azokkal szemben is az általános szabályok szerint áll fenn. Ingatlan-nyilvántartáson kívüli résztulajdonosok esetén a közlési kötelezettség elmulasztásából folyó jogkövetkezmények nem alkalmazhatók azzal a jogot szerzővel szemben, aki a szerződés megkötésénél jóhiszeműen járt el.[17]
- A tulajdonostársak az elővásárlási, előbérleti vagy előhaszonbérleti jogot az érintett tulajdoni hányadra tulajdoni hányaduk arányában gyakorolhatják. Ha közöttük megegyezés nem jön létre, de van olyan tulajdonostárs, aki - akár másik tulajdonostárssal közösen - az érintett tulajdoni hányadra az ajánlatot magáévá teszi, az elővásárlási, előbérleti vagy előhaszonbérleti jog egyedül őt vagy őket illeti meg. Ha több ilyen - egyedül fellépő - tulajdonostárs van, közülük a tulajdonos választ; az elővásárlási, előbérleti vagy előhaszonbérleti jog a választott tulajdonostársat illeti meg.[18]
- A külön jogszabályban biztosított elővásárlási jog megelőzi a tulajdonostársat e törvény alapján megillető elővásárlási jogot.[19] A tulajdonostárs az elővásárlási jogot végrehajtási árverés esetén is gyakorolhatja.[20]

### A közös tulajdon védelme
- A közös tulajdon védelmében bármelyik tulajdonostárs önállóan is felléphet.[21]

### A közös tulajdon megszüntetése iránti igény
- A közös tulajdon megszüntetését bármelyik tulajdonostárs követelheti; az e jogról való lemondás semmis.[22] A közös tulajdon megszüntetését a bíróság nem rendelheti el, ha a közös tulajdon megszüntetése alkalmatlan időre esik.[23]

### A közös tulajdon megszüntetése
- A közös tulajdon tárgyait elsősorban természetben kell megosztani. A közös tulajdon tárgyait vagy azok egy részét - ha ez a tulajdonostársak körülményeire tekintettel indokolt - megfelelő ellenérték fejében a bíróság egy vagy több tulajdonostárs tulajdonába adhatja. Ehhez a tulajdonjogot megszerző tulajdonostárs beleegyezése szükséges, kivéve, ha a bíróság a közös tulajdonban álló ingatlanrészt az abban lakó tulajdonostárs tulajdonába adja, és ez nem sérti a benne lakó méltányos érdekeit.[24]
- Ha a közös tulajdon más módon nem szüntethető meg, vagy a természetbeni megosztás jelentős értékcsökkenéssel járna vagy gátolná a rendeltetésszerű használatot, a közös tulajdon tárgyait értékesíteni kell, és a vételárat kell a tulajdonostársak között megfelelően felosztani. A tulajdonostársakat az elővásárlási jog harmadik személlyel szemben az értékesítés során is megilleti.[25]
- A közös tulajdon tárgyának a tulajdonostárs tulajdonába adása esetén a megfelelő ellenértéket, az árverés útján való értékesítésnél a legkisebb vételárat a bíróságnak ítéletében kell megállapítania. Az ítéletben megállapított legkisebb vételárat a végrehajtás során sem a végrehajtó, sem a bíróság nem változtathatja meg.[26]
- Amennyiben olyan ingatlan közös tulajdonát kell megszüntetni, amelyben az egyik tulajdonostárs benne lakik, a bíróság őt az ingatlan elhagyására kötelezi, vagy - ha az ingatlan elhagyására kötelezés a benne lakó tulajdonostárs méltányos érdekét sérti - részére a tulajdoni hányadával arányos használati jogot alapít. A használati jog értékcsökkentő hatását az ingatlanban maradó tulajdonostársnak kell viselnie mind a magához váltás folytán fizetendő ellenértéknek, mind az árverési vételár felosztási arányának a meghatározásánál. A használati jog bíróság által meghatározott és törvény által biztosított terjedelmének jelentős túllépése esetén a bíróság a tulajdonos kérelmére a használati jogot megszünteti.[27]
- Az ingatlanon fennálló közös tulajdon - ha a társasház létesítésének feltételei egyébként fennállnak - az ingatlan társasházzá alakításával is megszüntethető. Ha a közös tulajdont társasházzá alakítással a bíróság szünteti meg, a társasház alapító okiratát a bíróság ítélete pótolja.[28]
- A bíróság nem alkalmazhatja a közös tulajdon megszüntetésének olyan módját, amely ellen valamennyi tulajdonostárs tiltakozik.[29]

## A vagyonközösség
Amennyiben a házasságot megelőzően nem kötöttek a felek házassági vagyonjogi szerződést, a házasság (élettársi viszony) megkötésével vagyonközösség keletkezik. Ennek megfelelően a házastársak osztatlan közös tulajdona mindaz, amit a házassági életközösség ideje alatt akár együttesen, akár külön-külön szereztek.